# Gossel
Ne doit pas être confondu avec Karl Gossel, homme politique.
Gossel est une municipalité allemande du land de Thuringe, dans l'arrondissement d'Ilm, au centre de l'Allemagne. En 2015, sa population est de 465 habitants.

## Source de la traduction
- (de) Cet article est partiellement ou en totalité issu de l’article de Wikipédia en allemand intitulé « Gossel » (voir la liste des auteurs).